# Liste der britischen Botschafter in Irland
Die Liste der britischen Botschafter in Irland umfasst die diplomatischen Vertreter des Vereinigten Königreichs in Irland seit Aufnahme der diplomatischen Beziehungen 1939.

## Amtsinhaber

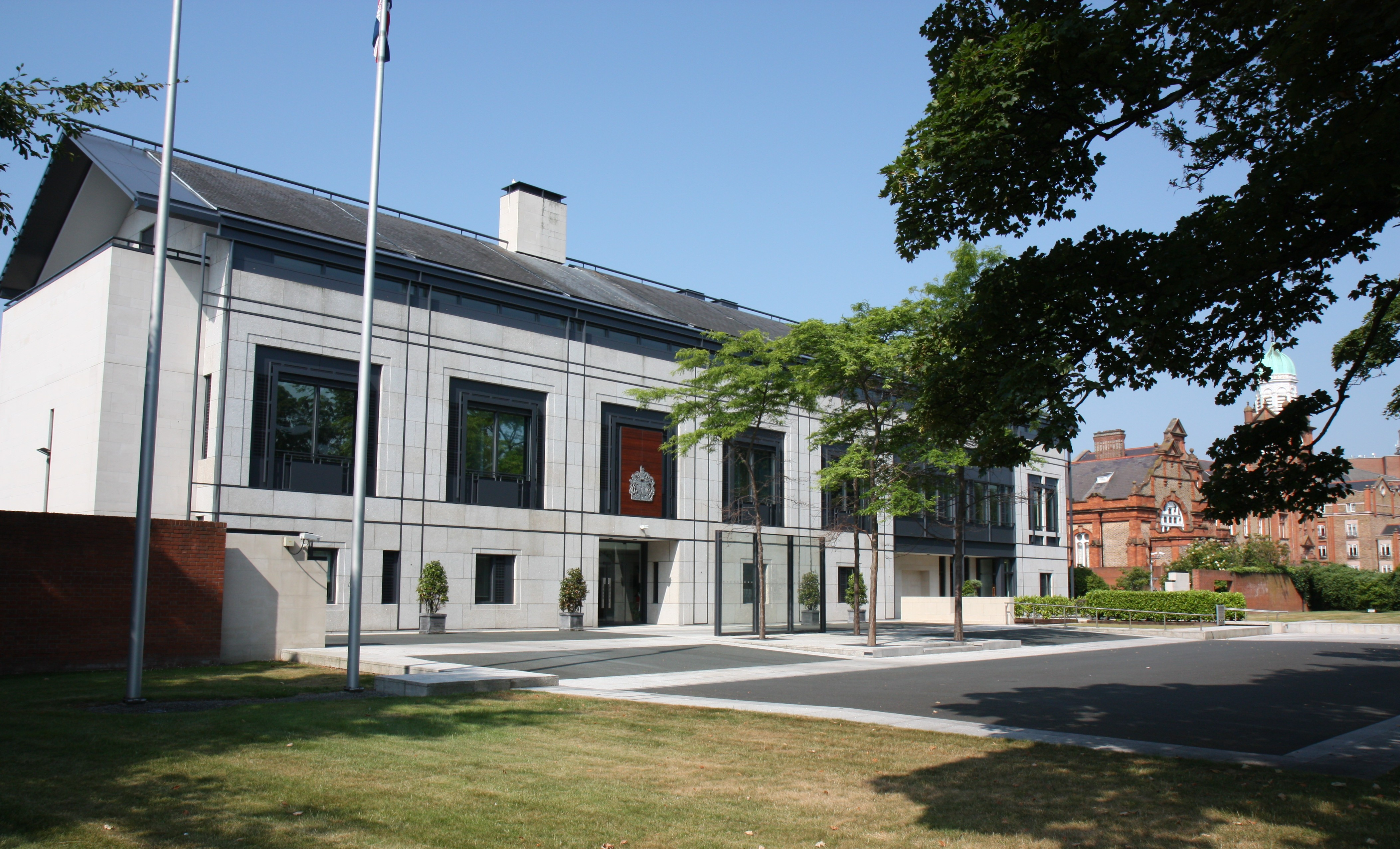
Gebäude der britischen Botschaft in Irland in Dublin.

| Amtsinhaber                             | Beginn der Amtszeit | Ende der Amtszeit | Anmerkung                                                  |
| --------------------------------------- | ------------------- | ----------------- | ---------------------------------------------------------- |
| Sir John Maffey, ab 1947 1. Baron Rugby | 1939                | 1949              | Vertreter des Vereinigten Königreichs                      |
| Sir Gilbert Laithwaite                  | 1949                | 1951              | Vertreter des Vereinigten Königreichs, ab 1950 Botschafter |
| Sir Walter Hankinson                    | 1951                | 1955              |                                                            |
| Sir Alexander Clutterbuck               | 1955                | 1959              |                                                            |
| Sir Ian Maclennan                       | 1959                | 1964              |                                                            |
| Sir Geoffrey Tory                       | 1964                | 1967              |                                                            |
| Sir Andrew Gilchrist                    | 1967                | 1970              |                                                            |
| Sir John Peck                           | 1970                | 1973              |                                                            |
| Sir Arthur Galsworthy                   | 1973                | 1976              |                                                            |
| Christopher Ewart-Biggs                 | 1976                | 1976              |                                                            |
| Sir Walter Robert Haydon                | 1976                | 1980              |                                                            |
| Sir Leonard Figg                        | 1980                | 1983              |                                                            |
| Sir Alan Goodison                       | 1983                | 1986              |                                                            |
| Sir Nicholas Fenn                       | 1986                | 1991              |                                                            |
| Sir David Blatherwick                   | 1991                | 1995              |                                                            |
| Dame Veronica Sutherland                | 1995                | 1999              | Erste und bislang einzige Botschafterin.                   |
| Sir Ivor Roberts                        | 1999                | 2003              |                                                            |
| Sir Stewart Eldon                       | 2003                | 2006              |                                                            |
| Sir David Reddaway                      | 2006                | 2009              |                                                            |
| Sir Julian King                         | 2009                | 2012              |                                                            |
| Sir Dominick Chilcott                   | 2012                | 2016              |                                                            |
| Robin Barnett                           | 2016                | 2020              |                                                            |
| Paul Johnston                           | 2020                | amtierend         |                                                            |